# トラベリング・ウィズアウト・ムービング〜ジャミロクワイと旅に出よう〜
トラベリング・ウィズアウト・ムービング 〜ジャミロクワイと旅に出よう〜（Travelling Without Moving）は、1996年にリリースされたジャミロクワイの3枚目のアルバム。

## 概要
- 全世界で800万枚(日本で140万枚)売り上げ、世界で最も売れたファンクアルバムとしてギネス登録された。
- ヴァーチャル・インサニティやコズミック・ガールをはじめジャミロクワイの不動の代表作とも言える曲が詰まったアルバムとなった。
- 「Travelling Without Moving (動かずに移動している)」の由来は、ボーカルのケイが事務所スタッフをフェラーリに乗せて猛スピードで走っている時、このスタッフが「私たちは今猛スピードで走ってるけど、その場で立ち止まっている人も実は高速で移動してるんだ。地球が自転公転しているから地球上にいるだけで動かずに移動しているんだよね」という話をし、言葉としてTravelling Without Movingはタイトルに良いと感じ名付けた[1]。このスタッフは1984年の映画「デューン」からTravelling Without Movingを引用したそう。映画では、メランジというスパイスを使えば宇宙を折り曲げられるので、動かずに別地点に移動できるため「動かずに移動する」という表現が使われたそう[1]。アルバムや楽曲のタイトルとしては「今も昔も戦争はなくならず、人々は地球環境より自己利益優先で、世界は動いてても社会的にも経済的にもその場に留まっているかのように変わらない」と言う社会風刺が最初のインスピレーションであるが、歌詞は聞き手によっていろんな意味に解釈できるそう[2][3]。
- 1997年のMOBO音楽賞で最優秀アルバム賞を受賞した。受賞スピーチで、白人バンドがブラックミュージックをやっていることがようやく受け入れられた事の喜びを語った[4][5]。
- このアルバム発売前からボーカルのケイは5台のフェラーリを[3]、キーボードのトビーもフェラーリを所有しており(台数不明)、このアルバムのツアー中の1997年にベースのスチュアートもフェラーリを購入した。
- レコーディングは「Town Houseスタジオ (Goldhawk Roadの150番地にあったが現在は存在しない)」で行われ、レコーディング締め切りは1996年6月9日日曜日だった。
- 「Sliding」と「Lost In Love」と言う楽曲もレコーディングされたが吟味の結果アルバムには含めなかった。しかし後に楽曲「コズミック・ガール」をシングルカットして発売した際「Slipin' 'N' Slidin'」と言う初出し曲をつけて発売しており、名前の感じからこの曲が「Sliding」であったと思われる。「Lost In Love」は世に出された形跡はない。

## 楽曲詳細
- ヴァーチャル・インサニティ (Virtual Insanity)参照
- コズミック・ガール (Cosmic Girl)参照
- オールライト (Alright)参照
- ハイ・タイムズ (High Times)参照

「Didjerama」と「Didjital Vibrations」

ディジュリドゥを主とした楽曲である。過去のアルバムの曲では、作曲した最後にディジュリドゥを付け加えて曲として完成していたため、ディジュリドゥが他の楽器に寄っていくような演奏だった。しかしこのアルバムの「Didjerama」と「Didjital Vibrations」ではディジュリドゥを中心楽器とし、他の楽器の方がディジュリドゥに寄って行く作曲をした。1000年前に誕生した世界最古と言う節のあるディジュリドゥが最新の(1996年当時の)音楽に発展した様子を収めた。

## 収録曲
| #         | タイトル                                                                | 作詞・作曲                                                                 | 時間  |
| --------- | ----------------------------------------------------------------------- | -------------------------------------------------------------------------- | ----- |
| 1.        | 「ヴァーチャル・インサニティ」                                          | ケイ,スミス                                                                | 5:40  |
| 2.        | 「コズミック・ガール」                                                  | ケイ, マッケンジー                                                         | 4:03  |
| 3.        | 「Use the Force」                                                       | ケイ, スミス, マッケンジー, ソラ・アキンボラ                               | 4:00  |
| 4.        | 「Everyday」                                                            | ケイ, スミス, ゼンダー                                                     | 4:28  |
| 5.        | 「オールライト」                                                        | ケイ, スミス                                                               | 4:25  |
| 6.        | 「ハイ・タイムズ」                                                      | ケイ, スミス, マッケンジー, ゼンダー                                       | 5:58  |
| 7.        | 「Drifting Along」                                                      | ケイ, マッケンジー, Katz, ゼンダー                                         | 4:06  |
| 8.        | 「Didjerama」(Instrumental)                                             | ケイ, ブキャナン, マッケンジー, ゼンダー                                   | 3:50  |
| 9.        | 「Didjital Vibrations」(Instrumental)                                   | ケイ, ブキャナン, ゼンダー                                                 | 5:49  |
| 10.       | 「Travelling Without Moving」                                           | ケイ                                                                       | 3:40  |
| 11.       | 「You Are My Love」                                                     | ケイ                                                                       | 3:55  |
| 12.       | 「Spend a Lifetime」                                                    | ケイ, スミス                                                               | 4:14  |
| 13.       | 「Do You Know Where You're Coming From」(featuring M-Beat, bonus track) | ケイ, スミス, M-Beat                                                       | 5:02  |
| 14.       | 「Funktion」(Hidden track)                                              | ケイ, スミス, ブキャナン, マッケンジー, ゼンダー, David Paich, Cheryl Lynn |       |
| 合計時間: | 合計時間:                                                               | 合計時間:                                                                  | 67:07 |

## 売上ランキング
| 国別チャート(1996–2022)           | 最高順位 |
| --------------------------------- | -------- |
| Australian ARIA Albums Chart      | 6        |
| Austrian Albums Chart             | 9        |
| Belgian Albums Chart (Flanders)   | 14       |
| Belgian Albums Chart (Wallonia)   | 5        |
| Canadian RPM Albums Chart         | 37       |
| Dutch Albums Chart                | 16       |
| Finnish Albums Chart              | 6        |
| French SNEP Albums Chart          | 2        |
| German Media Control Albums Chart | 9        |
| Japanese Oricon Albums Chart      | 6        |
| New Zealand Albums Chart          | 7        |
| Norwegian Albums Chart            | 16       |
| ポーランド (ZPAV)                 | 41       |
| Swedish Albums Chart              | 4        |
| Swiss Albums Chart                | 3        |
| UK Albums Chart                   | 2        |
| US Billboard 200                  | 24       |

| 国別チャート(1996)              | 最高順位 |
| ------------------------------- | -------- |
| French Albums Chart             | 6        |
| German Albums Chart             | 69       |
| Japanese Albums Chart           | 87       |
| Swiss Albums Chart              | 37       |
| 国別チャート(1997)              | 最高順位 |
| Australian Albums Chart         | 47       |
| Belgian Albums Chart (Wallonia) | 32       |
| Dutch Albums Chart              | 48       |
| German Albums Chart             | 38       |
| Japanese Albums Chart           | 58       |
| U.S. Billboard 200              | 84       |

## 受賞歴と売上枚数
| 国/地域                                             | 認定        | 認定/売上数 |
| --------------------------------------------------- | ----------- | ----------- |
| アルゼンチン (CAPIF)                                | Platinum    | 60,000^     |
| オーストラリア (ARIA)                               | Platinum    | 70,000^     |
| オーストリア (IFPI Austria)                         | Gold        | 25,000*     |
| ベルギー (BEA)                                      | Platinum    | 50,000*     |
| カナダ (Music Canada)                               | 3× Platinum | 300,000^    |
| フランス (SNEP)                                     | 2× Platinum | 600,000*    |
| ドイツ (BVMI)                                       | Gold        | 250,000^    |
| イタリア (FIMI)                                     | 2× Platinum | 200,000*    |
| 日本 (RIAJ)                                         | 3× Platinum | 600,000^    |
| オランダ (NVPI)                                     | Platinum    | 100,000^    |
| ポーランド (ZPAV)                                   | Gold        | 50,000*     |
| スペイン (PROMUSICAE)                               | Gold        | 50,000^     |
| スイス (IFPI Switzerland)                           | Platinum    | 50,000^     |
| イギリス (BPI)                                      | 4× Platinum | 1,219,197   |
| アメリカ合衆国 (RIAA)                               | Platinum    | 1,400,000   |
| 概要                                                |             |             |
| ヨーロッパ (IFPI)                                   | 3× Platinum | 3,000,000*  |
| Worldwide                                           | N/A         | 8,000,000   |
| * 認定のみに基づく売上数 ^ 認定のみに基づく出荷枚数 |             |             |